# Albert Spalding

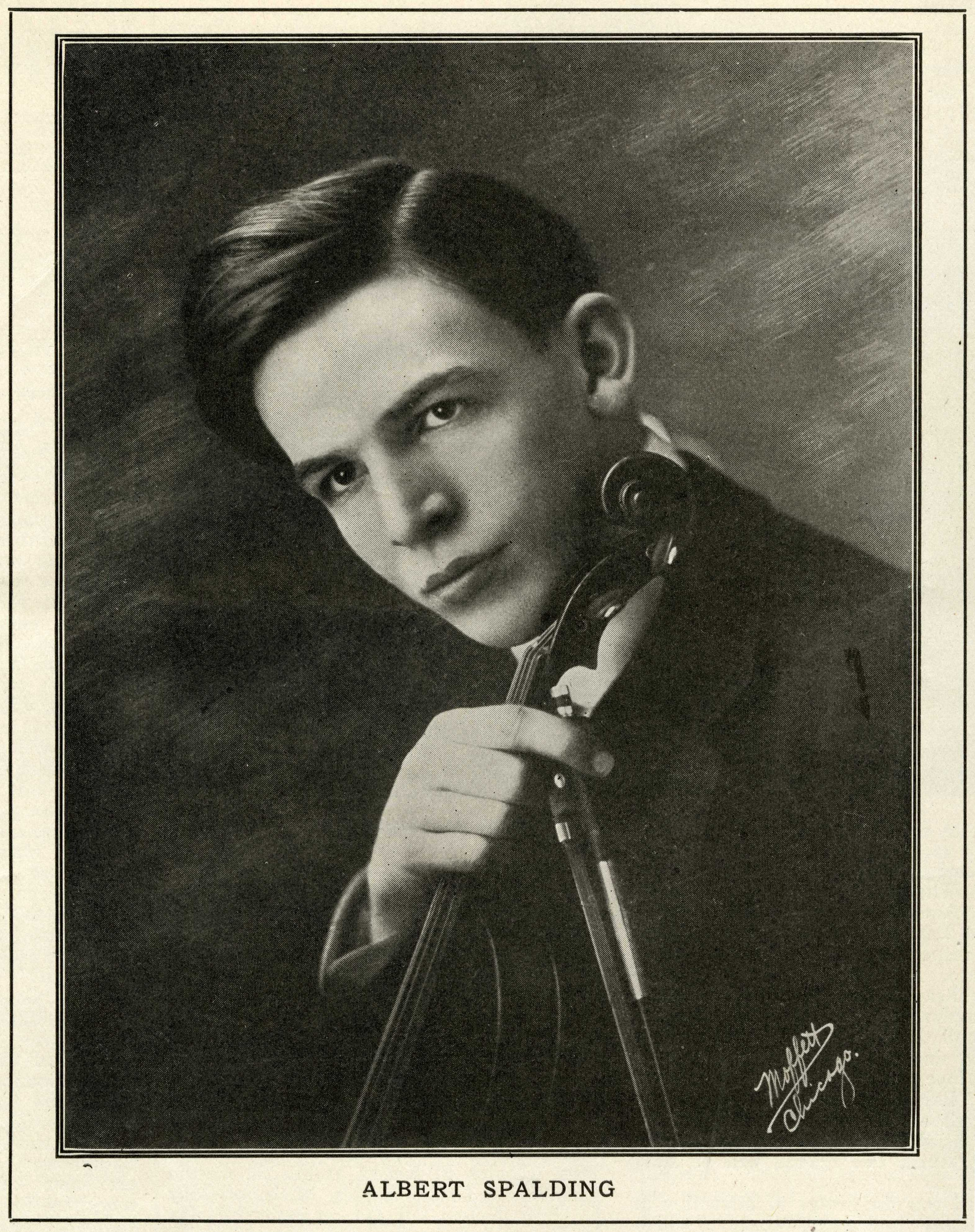
Albert Spalding

Albert Spalding (* 15. August 1888 in Chicago, Illinois; † 26. Mai 1953 in New York City) war ein US-amerikanischer Violinvirtuose und Komponist.

## Leben
Der Neffe des Baseballers Albert Goodwill Spalding erhielt bereits 1895 eine Violinausbildung und erwarb 1902 im Alter von 14 Jahren das Diplom des Konservatoriums von Bologna als Professor für Musik. Danach studierte er zwei Jahre am Conservatoire de Paris und trat daneben mit großem Erfolg als Violinvirtuose auf. Außerdem nahm er Kompositionsunterricht bei Antonio Scontrino und Juan Buitrago.
1905 trat er gemeinsam mit Camille Saint-Saëns in Florenz auf, es folgten Konzertreisen durch Frankreich und England. 1908 kehrte er in die Vereinigten Staaten zurück, wo er erneut Konzertreisen, unter anderem mit dem New York Symphony Orchestra unternahm. Für Thomas Alva Edison spielte er im Laufe von zwanzig Jahren über einhundert Tonwalzen- und Plattenaufnahmen ein. In den folgenden Jahren führten ihn Konzertreisen nach Holland, Belgien, Deutschland, Österreich, Russland, Finnland, Norwegen, Schweden und Dänemark.
Während des Ersten Weltkrieges diente er als Soldat der U.S. Army im Vereinigten Königreich, Italien und Spanien. In den 1920er Jahren widmete er sich neben seinen Konzertreisen besonders dem neuen Medium Radio. Im Zweiten Weltkrieg war Spalding Mitglied einer Division für Psychologische Kriegführung in Italien.
Nach 1945 wurde er Violinprofessor an der Boston University und widmete sich verstärkt der Komposition. Daneben schrieb er auch zwei Bücher: die Autobiographie Rise to Follow (1943) und den historischen Roman A Fiddle, A Sword, And A Lady über Giuseppe Tartini.
1926 wurde er in die American Academy of Arts and Letters gewählt.